# Knospe hadművelet
A Knospe hadművelet egy német katonai akció volt a második világháborúban, amelynek célja egy  meteorológiai állomás működtetése volt az északi-sarki területen.

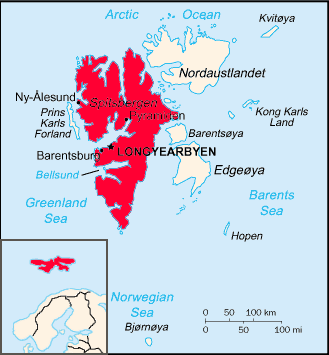
A Spitzbergák térképe

A második világháborúban szembenálló feleknek létfontosságú volt, hogy pontos időjárási előrejelzésekhez jussanak. Az Északnyugat-Európa és Skandinávia időjárását meghatározó meteorológiai rendszerek általában nyugatról, északnyugatról érkeznek, ezért a legjobban a sarki területeken – Grönland, Jan Mayen-sziget, Izland, Spitzbergák – működő állomások tudják előrejelezni a változásokat. A németek számára elengedhetetlen volt, hogy megbízható meteorológiai jelentésekhez jussanak a térségből. Különös értéke lett ebből a szempontból a Spitzbergáknak.
1941. június 28-án brit hadihajók, a Niger cirkáló, a Bedouin, a Tartar és a Jupiter romboló elsüllyesztette a Lauenburg német meteorológiai megfigyelőhajót. A német hadvezetés, tekintettel a szövetségesek fölényére a sarki vizeken, úgy döntött, hogy úszó állomás helyett a szárazföldön létesít meteorológiai tábort. A haditengerészet első bázisa a Knospe lett a Spitzbergákon, Lilliehöökfjordennél. Az öt önkéntesből álló csapat 1941. szeptember 25-én hajózott ki a Fritz Homann és a Sachsen fedélzetén Kielből. Állomáshelyüket október 15-én érték el.
A parttól 500 méterre felépítették a téli tábort, majd beljebb kialakítottak egy vészhelyzeti bázist, amely később a nyári tábor lett. A két hajó november 15-én indult vissza Németországba. Az egység berendezkedett a télre, és megkezdte az előrejelzések rendszeres sugárzását. 1942. március 20-án átköltöztek a nyári táborba, ahol jobb volt a rádiós vétel, és kevésbé voltak kitéve egy váratlan támadásnak, mint a tengerpart közelében. Miután kiderült, hogy szövetséges alakulatok tartózkodnak a közelben, július 22-én beszüntették a rádióadásokat. Felállítottak egy automata meteorológiai állomást, majd augusztus 24-én az U-435 tengeralattjáró fedélzetén elhagyták a Spitzbergákat.